# Coeriana funerea
Coeriana funerea är en fjärilsart som beskrevs av W. Warren 1889. Coeriana funerea ingår i släktet Coeriana och familjen nattflyn. Inga underarter finns listade i Catalogue of Life.